# Дом печати (Казань)
Дом печати — здание в Казани, построенное в 1930-х годах в стиле конструктивизма. Яркая достопримечательность центра города, объект культурного наследия регионального (республиканского) значения. В настоящее время в отреставрированном здании располагается гостиница «Ногай».

## Описание
Дом печати является памятником советской архитектуры предвоенных лет. Архитектурно его образ строится на рациональном сочетании объёмов и форм, использовании ленточных окон, чередовании выступающих и заглублённых частей, обогащающих объёмно-пластическую композицию.
Здание представляет собой асимметричное усложнённое в плане сооружение, состоящее из разновысотных объёмов, расположенных по улицам Баумана, Кави Наджми и Профсоюзной, образующих замкнутый обширный двор. Общая площадь застройки составляет 140×80 м.
Главный фасад по улице Баумана имеет 3-частное членение и состоит из двух 4-этажных различных по размерам объёмов, расположенных по углам улицы Кави Наджми, пересекающей улицу Баумана, и центрального заглубленного объёма, который представляет собой, начиная со второго этажа переходную галерею с лоджиями, под ней — сквозной проезд.
По первому этажу боковых объёмов проходит открытая галерея с большими круглыми колоннами, расположенными с шагом 5,2 м перед остеклёнными витринами торговых залов. Колоннада призвана расширить по первому этажу узкое пространство улицы.
Композиционной осью главного фасада является вертикальный полукруглый в плане выступ в середине центрального объёма.
Несущие конструкции здания выполнены из монолитного железобетона, стены кирпичные, оштукатурены цементно-песчаным раствором тёмно-серого цвета. Ленточные окна, опоясывающие стены, придают зданию лёгкость и выразительность.

## История
В начале 1930-х годов правительством АТССР было принято решение о строительстве единого комплекса, в котором бы разместились редакции основных изданий республики и мощное современное издательство.
Он сооружался с 1933 по 1935 год по конкурсному проекту архитектора С. С. Пэна, окончившего в 1925 году Ленинградский институт гражданских инженеров, в стиле конструктивизма. По его проектам ранее были построены клуб типографии «Красный пролетарий» в Москве (Краснопролетарская улица, дом 32) и Дворец печати в Баку. Комплекс казанского Дома печати, значительно превосходящий их по размерам, был удачно вписан в ансамбль улицы Баумана, расположившись на месте бывшего Мучного базара.
В проекте здания были использованы новые приёмы планировки типографий и рационализаторской практикой советской полиграфии. Он предполагал несколько взаимосвязанных технологических блоков: протяжённый редакционно-издательский корпус с магазинами вдоль улицы Баумана; печатно-брошюровочный корпус вдоль Профсоюзной улицы; корпус наборного и цинкографического производства вдоль Международной улицы. Проектируемый вдоль южной стороны Международной улицы корпус бытового обслуживания сотрудников со столовой, амбулаторией и яслями не был реализован. Автор интерьеров здания — А. М. Густов:77
Весной 1935 года ведущие издания республики и все отделы Татгосиздата переехали в Дом печати. Наряду с редакционным комплексом здесь была сдана в эксплуатацию новая типография (государственная типография имени Камиля Якубова).
В 1930-е и последующие годы в Доме печати располагалось несколько ведомств и организаций, связанных с книжным делом, например, Государственный комитет ТАССР по делам издательств, полиграфии и книжной торговли (позднее — Министерство по делам печати, телерадиовещания и средств массовых коммуникаций РТ), Татарское книжное издательство, крупнейший в республике книжный магазин (магазин № 1 Таткниготорга), правление Союза писателей Татарии (Союз писателей ТАССР в 1934—1937 годах возглавлял К. Г. Наджми, а в 1939—1941 годах — Муса Джалиль), клуб писателей имени Г. Тукая (в 1941 году в нём выступил А. Н. Толстой, а в 1942 году А. А. Фадеев).
В начале 1974 года часть организаций, располагавшихся в Доме печати, переехала в только что отстроенный корпус Татарского газетно-журнального издательства (ныне Филиал ОАО «Татмедиа» «ПИК „Идел-Пресс“») — дом 2 на улице Декабристов, известный среди горожан как Издательство.
В 1981 году Дом печати был включён в «Список памятников истории и культуры Татарской АССР, подлежащих государственной охране как памятники местного значения». Из-за ухудшающегося состояния памятника архитектуры, уже в 1986 году была определена программа, предусматривающая постепенную реконструкцию и реставрацию Дома печати в 1989—1998 годах, но она не была реализована.
В начале 2000-х в здании действовали ГУП «Полиграфическо-издательский комбинат» (ранее назывался Полиграфкомбинат имени К. Якуба) и один из крупнейших в Казани книжных магазинов.
В 2007 году из Дома печати съехал последний (и единственный) магазин Таткнигоиздата.
В июле 2011 года были утверждены границы территории объекта культурного наследия регионального (республиканского) значения «Дом печати».
В 2012 году в Доме печати были начаты реконструкционные работы. Для проведения реставрационно-восстановительных работ владельцем здания ОАО «Связьинвестнефтехим» было создано дочернее предприятие ООО «Дом печати на Баумана». По словам главы Связьинвестнефтехима, общая стоимость инвестиций в объект составляет порядка 1—1,2 млрд рублей.

К Летней Универсиаде, прошедшей в Казани в июле 2013 года, был отреставрирован фасад Дома печати, выходящий на улицу Баумана. 

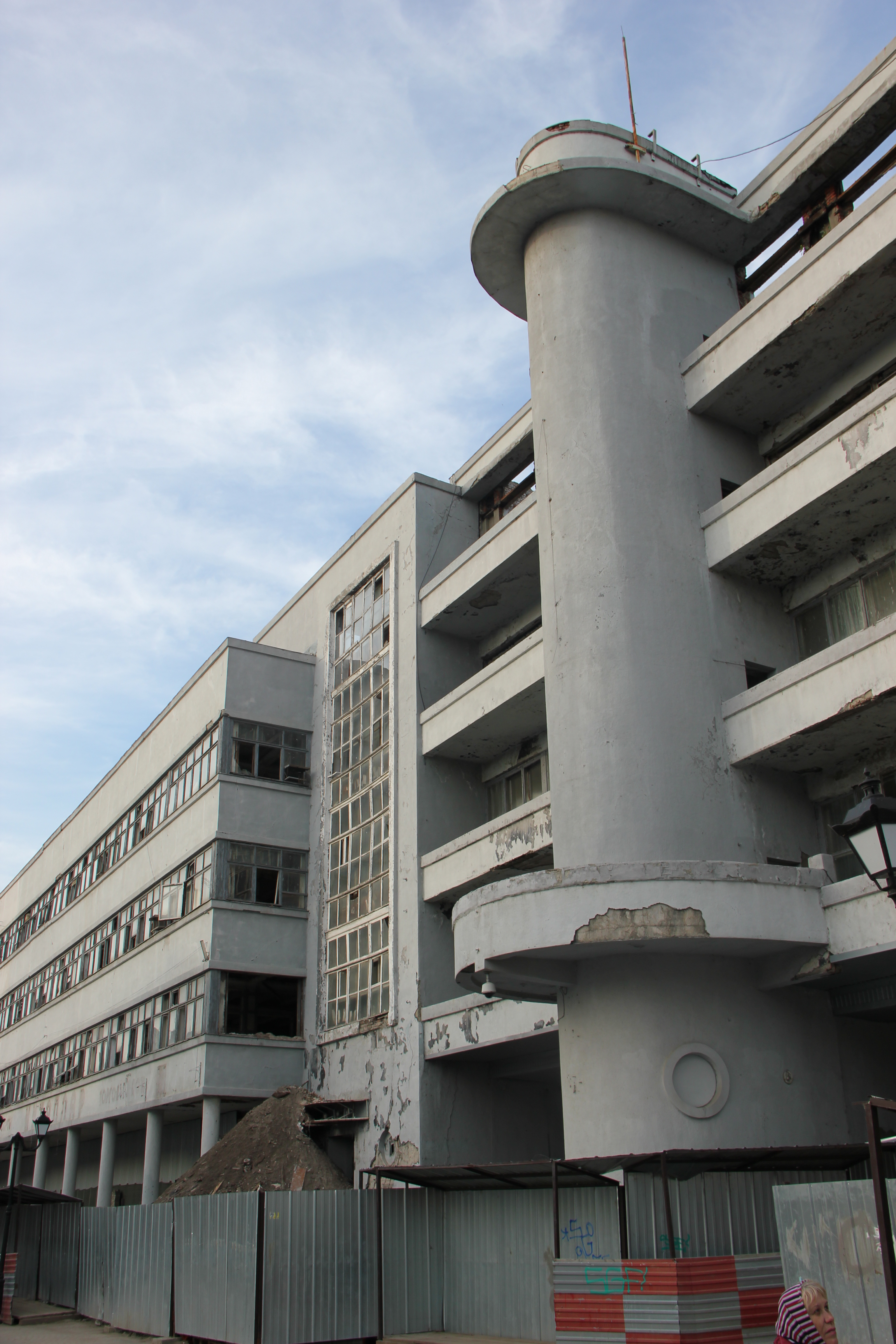
Здание до реконструкции

В 2012—2013 годах на месте производственных цехов бывшей типографии был возведён многоуровневый (два подземных и пять наземных этажей) паркинг на 275 машиномест. Открывшийся автопаркинг получил название «Барабус» по названию вида транспорта, действовавшего в Казани до революции, в том числе у располагавшегося здесь Мучного рынка.
Планируется, что после реставрации и реконструкции, в здании будет размещена современная гостиница с тремя ресторанами на первом этаже. Кроме того, планируется полностью восстановить в первоначальном виде писательский клуб имени Г. Тукая, который располагался на пятом этаже. Его помещение можно будет использовать как конференц-зал. В здании также предполагается разместить музей и картинную галерею с портретами известных людей, бывавших в Доме печати.
Кроме этого, союз писателей РТ обратился к президенту Татарстана Рустаму Минниханову с просьбой сохранить книжный магазин, который располагался на первом этаже Дома печати. Гендиректор «Связьинвестнефтехима» подтвердил, что в отреставрированном здании будет открыт книжный магазин, однако гораздо меньшей площади.

## Интересные факты
- Дом печати перекрыл Международную улицу (ныне улица Кави Наджми), которая подходит к улице Баумана под переходными галереями и лоджиями здания.
- Пространство перед Домом печати известно как «Книжка» и служит местом сбора представителей молодёжных субкультур[12].
- Возле Дома печати в 1999 году был установлен «Нулевой меридиан Казани» — каменный указатель центра города и расстояний от него до различных городов мира.
- Во время реконструкции Дома печати в 2012 году в подвале здания была найдена коллекция зубов и костей млекопитающих ледникового периода (нижняя челюсть мамонтёнка, череп лошади Стенона, череп и кости шерстистого носорога). Коллекция была передана Геологическому музею им. Штукенберга Казанского университета[9][11].